# Anatol Arhire
Anatolie Arhire (n. 20 iulie 1956, Ungheni, RSS Moldovenească, URSS) este un politician din Republica Moldova, deputat în parlament începând cu 2009.

## Studii
- 1977-1982: Universitatea Agrară din Chișinău, specialitatea Inginer hidrotehnician

## Activitate profesională
- Iulie 2007 – 5 aprilie 2009: vicepreședinte al raionului Ungheni, responsabil pentru domeniul agriculturii, infrastructurii, funciar și cadastru
- Din 5 aprilie 2009: deputat în Parlamentul Republicii Moldova, membru al Comisiei agricultură și industrie alimentară